# Konstanty Adam Czartoryski
Konstanty Adam Czartoryski, armoiries Pogoń Litewska, né le 28 octobre 1773 à Varsovie, mort le 24 avril 1860 à Vienne, est un prince et général polonais, issu de la famille Czartoryski.

## Biographie
Konstanty Adam Czartoryski est le fils d'Adam Kazimierz Czartoryski et d'Izabela Flemming.
Il devient colonel en 1809, au sein du duché de Varsovie dans l'Empire français, puis devient adjudant-général de Napoléon Ier après la campagne de Russie. Il est promu général de brigade en 1815, dans le royaume de Pologne.

## Mariage et descendance
Il épouse Aniela Radziwiłł, fille de Michał Hieronim Radziwiłł. Ils ont pour enfants :
- Eudoxie Czartoryska
- Adam Konstanty Czartoryski

Il épouse ensuite Maria Dzierżanowska, fille de Jan Dzierżanowski. Ils ont pour enfants:
- Aleksander Roman Czartoryski
- Maria Zuzanna Czartoryska
- Konstanty Marian Czartoryski (1822-1891)
- Jerzy Konstanty Czartoryski (1828-1912)

## Sources
- (en)/(pl) Cet article est partiellement ou en totalité issu des articles intitulés en anglais « Konstanty Adam Czartoryski » (voir la liste des auteurs) et en polonais « Konstanty Adam Czartoryski » (voir la liste des auteurs).

- (pl) « Czartoryski Konstanty Adam Aleksander ». In Internetowa encyklopedia PWN. [lire en ligne (page consultée le 13 novembre 2022)]